# مسدودکننده بلوغ

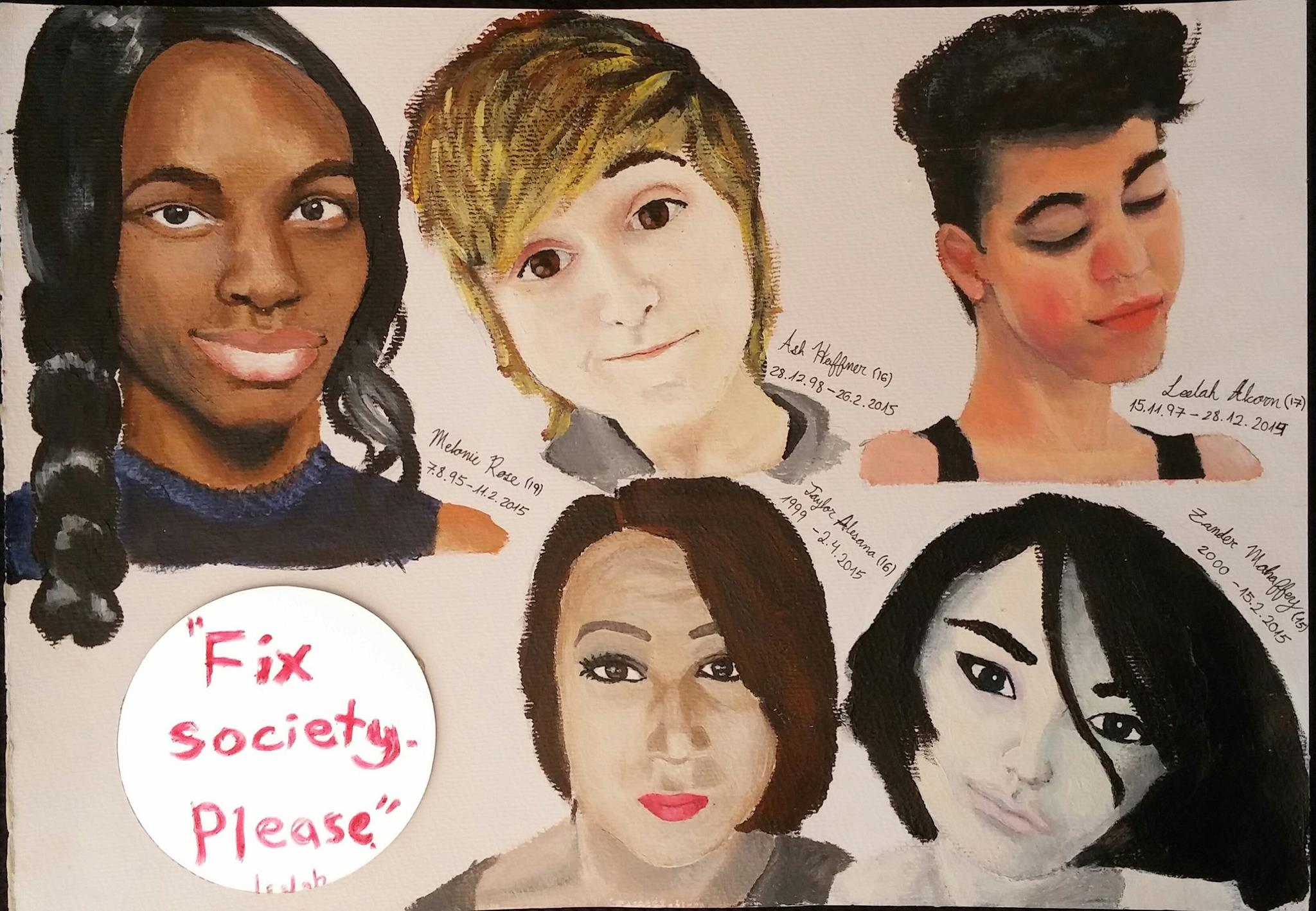
پنج جوان ترنس که در سال ۲۰۱۵ خودکشی کردند.

مسدود کننده‌های بلوغ که به آنها مهارکننده‌های بلوغ یا مسدود کننده‌های هورمون نیز گفته می‌شود، داروهایی هستند که برای به تعویق انداختن بلوغ در کودکان استفاده می‌شوند. رایج‌ترین مسدودکننده‌های بلوغ آگونیست‌های هورمون آزادکننده گنادوتروپین (GnRH) هستند که تولید هورمون‌های جنسی از جمله تستوسترون و استروژن را سرکوب می‌کنند. علاوه بر کاربردهای مختلف پزشکی دیگر، مسدودکننده‌های بلوغ برای کودکان تراجنسیتی برای به تأخیر انداختن ایجاد ویژگی‌های جنسی ناخواسته مورد استفاده قرار می‌گیرند، تا به جوانان تراجنسیتی فرصت بیشتری برای کشف هویت شان داده شود.

## مصارف پزشکی
به تعویق انداختن یا تعلیق موقت بلوغ یک درمان پزشکی برای کودکانی است که بلوغ آنها به‌طور غیرطبیعی زود شروع شده‌است (بلوغ زودرس). مسدودکننده‌های بلوغ معمولاً برای کودکان با قد کوتاه نایافته استفاده می‌شوند، که این داروها می‌توانند برای رشد استخوان‌های بلند و افزایش قد بزرگسالان استفاده شوند. در بزرگسالان، از همان داروها برای درمان اندومتریوز و سرطان پروستات استفاده می‌شود. مسدود کننده‌های بلوغ از ایجاد خصوصیات جنسی ثانویه بیولوژیکی جلوگیری می‌کنند. آنها رشد اندام‌های جنسی و تولید هورمون‌ها را کاهش می‌دهند. اثرات دیگر عبارتند از سرکوب ویژگی‌های مردانه موهای صورت، صداهای عمیق و سیب‌های آدم، و توقف ویژگی‌های زنانه رشد سینه و قاعدگی.
مسدودکننده‌های بلوغ گاهی برای افراد کم سن تراجنسیتی تجویز می‌شوند تا به‌طور موقت رشد ویژگی‌های جنسی ثانویه را متوقف کنند. مسدود کننده‌های بلوغ به بیماران فرصت بیشتری برای تثبیت هویت جنسی خود بدون ایجاد ویژگی‌های جنسی ثانویه می‌دهد. اگر کودکی بعداً تصمیم گرفت که به جنسیت دیگر تغییر نکند، می‌توان دارو را متوقف کرد و به بلوغ اجازه داد تا ادامه یابد. اطلاعات کمی در مورد عوارض جانبی طولانی مدت مسدود کننده‌های هورمونی یا بلوغ در کودکان مبتلا به نارسایی جنسیتی وجود دارد. اگرچه مسدودکننده‌های بلوغ در صورت توقف کوتاه‌مدت، درمان ایمن و قابل برگشت هستند، اما مشخص نیست که آیا مسدودکننده‌های هورمونی بر رشد عواملی مانند تراکم استخوان، رشد مغز و باروری در بیماران ترنس‌جندر تأثیر می‌گذارند یا خیر. مسدودکننده‌های بلوغ به جوانان تراجنسیتی انتقال آرام‌تری به هویت جنسی مورد نظرشان در بزرگسالی می‌دهند.
اثرات نامطلوب بر معدنی شدن استخوان و به خطر افتادن، خطرات بالقوه سرکوب بلوغ در جوانان دارای نارسایی جنسیتی تحت درمان با آگونیست‌های GnRH است. علاوه بر این، بافت تناسلی در زنان تراجنسیتی ممکن است به دلیل توسعه نیافتگی آلت تناسلی، برای انجام واژینوپلاستی احتمالی در آینده در زندگی مناسب نباشد.
تحقیقات در مورد اثرات بلندمدت بر رشد مغز محدود است.

## چالش‌های حقوقی و سیاسی
انتقاداتی در مورد مسائل مربوط به رضایت آگاهانه و پشتوانه تحقیقاتی محدود برای استفاده از مسدود کننده‌های بلوغ در کودکان ترنس وجود دارد. دستورالعمل‌های انجمن غدد درون ریز خواستار ارزیابی‌های دقیق‌تر ایمنی و ارزیابی دقیق اثربخشی «اثرات تأخیر طولانی‌مدت بلوغ در نوجوانان بر سلامت استخوان، عملکرد غدد جنسی و مغز (از جمله تأثیرات بر شناختی، عاطفی، اجتماعی، و رشد جنسی) شده‌است.
برخی از مخالفان استفاده از مسدود کننده‌های بلوغ استدلال می‌کنند که افراد زیر سن قانونی قادر به دادن رضایت مناسب نیستند. برخی از طرفداران استفاده از مسدود کننده‌های بلوغ، مزایای روانی و رشدی مسدود کننده‌های بلوغ را به اندازه کافی قانع کننده می‌دانند که در بسیاری از موارد موضوع رضایت آگاهانه نادیده گرفته شود. رضایت اغلب پس از تجزیه و تحلیل و مشاوره مفصل حاصل می‌شود. یک سرمقاله سال ۲۰۲۱ The Lancet Child & Adolescent Health بیان کرد: «تأکید نامتناسبی بر ناتوانی جوانان در ارائه رضایت پزشکی شده‌است، موضوعی بحث‌برانگیز با توجه به اینکه - مانند هر مراقبت پزشکی - رضایت والدین مورد نیاز است. … آنچه از نظر اخلاقی اهمیت دارد این است که آیا فرد دلیل کافی برای تمایل به این درمان دارد، و اینکه «محافظه‌کاران اجتماعی در ایالات متحده آمریکا، بریتانیا و استرالیا مراقبت‌های تأییدکننده جنسیت را به‌عنوان کودک آزاری و آزمایش‌های پزشکی تعریف می‌کنند. این موضع عمداً دهه‌ها استفاده و تحقیق در مورد مسدودکننده‌های بلوغ و هورمون درمانی را نادیده می‌گیرد.»
مورا پریست، متخصص اخلاق زیستی، معتقد است، حتی در صورت عدم وجود اجازه والدین، استفاده از مسدودکننده‌های بلوغ می‌تواند هر گونه اثرات نامطلوب بر روابط خانوادگی در خانه یک کودک ترنس‌جندر را کاهش دهد. او معتقد است که دسترسی به مسدود کننده‌های بلوغ مزایایی دارد، در حالی که هزینه‌های روانی اغلب با نارسایی جنسیتی درمان نشده در کودکان مرتبط است. فلورانس اشلی، متخصص اخلاق زیستی، می‌افزاید که مشاوره و آموزش والدین جوانان تراجنسیتی نیز می‌تواند برای روابط خانوادگی مفید باشد.
مایکل بیگز گفته‌است که مطالعات در مورد اثرات مسدود کننده‌های بلوغ بر روی کودکان تراجنسیتی فاقد شفافیت یا اعتبار هستند. مخالفان در مورد درست بودن نارسایی جنسیتی کودک ابراز نگرانی می‌کنند. با این حال، تحقیقات نشان داده‌است که درمان با مسدود کننده‌های بلوغ از رفتار مضر جلوگیری می‌کند و نارسایی جنسیتی را افزایش نمی‌دهد. تحقیقات نشان داده‌است که استفاده از مسدود کننده‌های بلوغ خطر ابتلا به افسردگی را کاهش می‌دهد و به کاهش مشکلات رفتاری کمک می‌کند. مخالفان استفاده از مسدود کننده‌های بلوغ استدلال کرده‌اند که مسدود کننده‌های بلوغ کودکان را تشویق می‌کنند که هورمون‌های متقابل جنسی و جراحی تغییر جنسیت را انجام دهند. یک مطالعه در مورد اثرات طولانی مدت مسدود کننده‌های بلوغ نشان داد که پس از ارزیابی بعدی، افراد از گذار پشیمان نشدند و کمتر احتمال داشت افسردگی را در اوایل بزرگسالی تجربه کنند.
مخالفان استفاده از مسدودکننده‌های بلوغ در نوجوانان استدلال می‌کنند که هویت جنسیتی هنوز در این سن در حال نوسان است و مسدودکننده‌ها ممکن است در شکل‌گیری هویت جنسیتی و ایجاد تمایلات جنسی آزاد تداخل داشته باشند، و همچنین به مواردی اشاره می‌کنند که به نظر آن‌ها میزان بالای پادگذار جنسیتی پس از بلوغ است. تقریباً همه (۹۸٪) کودکانی که در یک مطالعه مهم اخیر توسط کلینیک اصلی جنسیت کودک/نوجوان در بریتانیا از مسدود کننده‌های بلوغ استفاده کردند، به استفاده از هورمون‌ها ادامه دادند. به‌طور مشابه، بیشتر بررسی‌ها که به مزایای روان‌شناختی اشاره می‌کنند، به مطالعه کلاسیک هلندی اشاره می‌کنند که الزامات بسیار سخت‌گیری برای درمان پزشکی داشت.
در آوریل ۲۰۲۱، آرکانزاس ممنوعیتی را برای درمان افراد زیر ۱۸ سال با مسدودکننده‌های بلوغ تصویب کرد، اما یک هفته قبل از اجرای قانون، به‌طور موقت توسط یک قاضی فدرال مسدود شد. در آوریل ۲۰۲۲، آلاباما ممنوعیتی را برای افراد زیر ۱۹ سال از مصرف مسدود کننده‌های بلوغ تصویب کرد و تجویز داروهای مسدودکننده بلوغ توسط پزشک برای افراد زیر سن قانونی جرم محسوب شد، این قانون چند روز پس از اجرایی شدن قانون توسط یک قاضی فدرال به‌طور جزئی مسدود شد.
انجمن پزشکی آمریکا، آکادمی روانپزشکی کودکان و نوجوانان (AACAP), آکادمی اطفال آمریکا، انجمن روانپزشکی آمریکا، انجمن غدد درون ریز، کالج آمریکایی متخصصین زنان و زایمان، انجمن روانشناسی آمریکا، و انجمن حرفه ای جهانی برای سلامت ترنسجندرها. با تلاش‌ها برای ممنوعیت مسدودکننده‌های بلوغ مخالفت می‌کنند.

## تغییر سیاست سازمان پزشکی
بر اساس گزارش ساعت زنان بی‌بی‌سی، در ۳۰ ژوئن ۲۰۲۰، سرویس سلامت ملی بریتانیا اطلاعاتی را که در وب‌سایت خود در مورد برگشت‌پذیری اثرات مسدودکننده‌های بلوغ و استفاده از آن‌ها در درمان خردسالان مبتلا به نارسایی جنسیتی نشان داده بود، تغییر داد. به‌طور خاص، NHS این را که «اثرات درمان با آنالوگ‌های GnRH کاملاً برگشت‌پذیر در نظر گرفته می‌شود، بنابراین درمان معمولاً می‌تواند در هر زمانی پس از بحث بین شما، فرزندتان و MDT (تیم چند رشته‌ای) متوقف شود» را حذف کرد و این را اضافه کرد که «اطلاعات کمی در مورد عوارض جانبی طولانی مدت مسدود کننده‌های هورمونی یا بلوغ در کودکان مبتلا به نارسایی جنسیتی وجود دارد. اگرچه سرویس توسعه هویت جنسیتی (GIDS) توصیه می‌کند که در صورت توقف این درمان از نظر فیزیکی قابل برگشت است، اما مشخص نیست که چه اثرات روانی ای ممکن است داشته باشد. همچنین مشخص نیست که آیا مسدود کننده‌های هورمونی بر رشد مغز نوجوانان یا استخوان‌های کودکان تأثیر می‌گذارد. عوارض جانبی ممکن است شامل گرگرفتگی، خستگی و تغییرات خلقی نیز باشد.»
پس از تصمیم بل علیه تاویستاک توسط دیوان عالی دادگستری انگلستان و ولز، که در آن دادگاه عالی حکم داد که کودکان زیر ۱۶ سال صلاحیت ارائه رضایت آگاهانه به مسدودکننده‌های بلوغ را ندارند - که توسط دادگاه استیناف در سپتامبر ۲۰۲۱ لغو شد - موسسه کارولینسکا سوئد مدیر دومین سیستم بیمارستانی بزرگ در کشور، در مارس ۲۰۲۱ اعلام کرد که ارائه مسدود کننده‌های بلوغ یا هورمون‌های جنسی متقابل برای کودکان زیر ۱۶ سال را متوقف می‌کند. علاوه بر این، مؤسسه کارولینسکا سیاست خود را برای توقف ارائه مسدودکننده‌های بلوغ یا هورمون‌های جنسی متقابل برای نوجوانان ۱۶ تا ۱۸ ساله، خارج از آزمایش‌های بالینی تأیید شده تغییر داد.